# Fórmula de Falconer
A herdabilidade é a proporção de variância de uma característica específica na população causada por fatores genéticos. A fórmula de Falconer é uma fórmula matemática que é usada em estudos de gêmeos para estimar a contribuição relativa da genética versus ambiente para a variação de uma característica particular (ou seja, a herdabilidade da característica) com base na diferença entre as correlações entre gêmeos. Modelos estatísticos para herdabilidade geralmente incluem um erro que irá absorver a variação fenotípica que não pode ser descrita pela genética quando analisada. Estas são influências únicas específicas do assunto em um traço. A fórmula de Falconer foi proposta pela primeira vez pelo geneticista escocês Douglas Falconer.
A fórmula é{\displaystyle {H_{b}}^{2}=2(r_{mz}-r_{dz})}Onde {\textstyle {H_{b}}^{2}} é a herdabilidade em sentido amplo, {\displaystyle r_{mz}} é a correlação de gêmeos idênticos (monozigóticos, MZ), e {\textstyle r_{dz}} é a correlação de gêmeos fraternos (dizigótico, DZ). A fórmula de Falconer assume a contribuição igual de fatores ambientais em pares MZ e pares DZ. Portanto, a correlação fenotípica adicional entre os dois pares se deve a fatores genéticos. Subtrair a correlação dos pares DZ dos pares MZ produz a variância nos fenótipos contribuídos por fatores genéticos. A correlação de gêmeos MZ do mesmo sexo é sempre maior do que a correlação de gêmeos DZ com vários sexos e, portanto, todas as diferenças de gênero são avaliadas como hereditárias. Para evitar esse erro, apenas estudos genéticos comparando gêmeos MZ com gêmeos DZ do mesmo sexo são válidos. Correlações entre {\textstyle A={H_{b}}^{2}} (genética aditiva) e {\displaystyle C} (ambiente comum) devem ser incluídas na derivação mostrada abaixo.{\displaystyle r_{mz}=A+C+2\cdot {\text{Corr}}(A,C)}{\displaystyle r_{dz}={\frac {1}{2}}A+C+2\cdot {\text{Corr}}({\tfrac {1}{2}}A,C)}